# Вологість природних газів
Вологість природних газів — обсяг води в природних газах.
Природний газ в пластових умовах завжди насичений парами води. У газоносних породах міститься зв'язана, підошовна або крайова вода.

## Загальний опис
Види вологи природних газів. Вологість газу характеризується концентрацією води в паровій фазі системи газ-вода. Зазвичай вона виражається масою парів води, що припадає на одиницю маси сухого газу (масова вологість) або числом молей парів води, що припадає на моль сухого газу (молярна вологість).
Абсолютна вологість W характеризується кількістю водяної пари в одиниці об'єму газової суміші, приведеної до нормальних умов (T = 273 K, p = 0,1 МПа), вимірюється в г/м3 або кг/1000 м3.
Відносна вологість — відношення абсолютної вологості до максимальної, що відповідає повному насиченню парами води, при даній температурі і тиску (в %). Повне насичення оцінюється в 100 %.
Фактори, які визначають вміст вологи природних газів: тиск, температура, склад газу; кількість солей, розчинених у воді, що контактує з даним газом.
Методи визначення вмісту вологи: експериментально, за аналітичними рівняннями або номограмами, складеними при обробці експериментальних або розрахункових даних.

## Вплив вуглеводневих компонентів і властивостей газу на вологість
Присутність вуглекислого газу і сірководню в газах збільшує в них вміст вологи. Наявність азоту призводить до зменшення вологовмісту, так як він сприяє зменшенню відхилення газової суміші від ідеального газу і менш розчинний у воді. Зі збільшення густини (або молекулярної маси газу), за рахунок зростання кількості важких вуглеводнів, вологість газу зменшується через взаємодію молекул важких вуглеводнів з молекулами води. Наявність в пластовій воді розчинених солей зменшує вміст вологи в газі, так як при розчиненні солей у воді знижується парціальний тиск парів води.
Вплив тиску і температури. При зменшенні температури відбувається зменшення вмісту вологи, а при падінні тиску його збільшення.